# Gold Gold Gold
Gold Gold Gold — мініальбом англійського гурту Foals, який вийшов 9 вересня 2008 року.

## Композиції
1. Olympic Airways — 3:59
2. Dearth — 3:04
3. Gold Gold Gold — 5:50
4. Titan Arum — 5:11
5. Red Socks Pugie — 7:09
6. Cassius — 11:01

## Учасники запису
- Янніс Філіпакіс — вокал, гітара, барабани
- Джек Беван — ударні
- Джиммі Сміт — гітара
- Волтер Джерверс — бас, бек-вокал
- Едвін Конгрейв — клавіатура, бек-вокал